# 극장판 두 사람은 프리큐어 Max Heart 2 눈 내리는 하늘의 친구들
《극장판 두 사람은 프리큐어 Max Heart 2 눈 내리는 하늘의 친구들》(일본어: 映画 ふたりはプリキュア Max Heart 2 雪空のともだち)은 두 사람은 프리큐어 Max Heart의 두 번째 극장판 애니메이션이다. 2005년 12월 10일 공개되었다.

## 참고 자료
- 映画 ふたりはプリキュア Max Heart 2 雪空のともだち (일본어)